# Liolaemus yauri
Liolaemus yauri — вид ігуаноподібних ящірок родини Liolaemidae. Ендемік Перу. Описаний у 2021 році.

## Поширення й екологія
Liolaemus yauri були відомі з типової місцевості, що лежить у районі Побладо-Віскачане в провінції Еспінар у регіоні Куско, на висоті 3878 м над рівнем моря. Проте, в жовтні 2020 року, зоолог Хосе Серденья з Національного університету Святого Августина в Арекіпі і його колеги здійснили сходження на вулкан Чачані в Перу, який височить на 6057 метрів над рівнем моря, та на висоті майже 5500 метрів над рівнем моря також помітили ящірку з роду ліолемусів.